# General Slocum

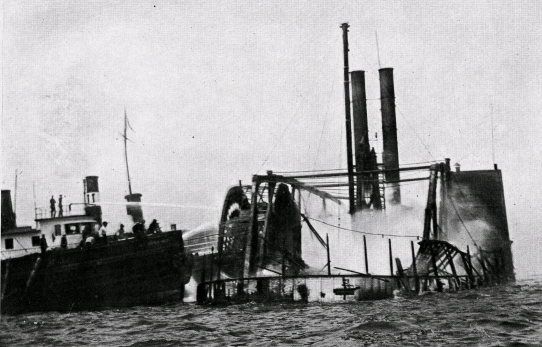
Die General Slocum brennend im East River

Die General Slocum war ein Raddampfer der New Yorker Knickerbocker Steamship Company, der am 15. Juni 1904 auf dem New Yorker East River in Brand geriet und sank. Dabei kamen 1021 der 1342 Personen an Bord ums Leben. Der Untergang stellt bis heute die größte zivile Schiffskatastrophe in den USA dar. Sie gilt als Hauptgrund für die Auflösung des New Yorker Deutschenviertels Kleindeutschland in den Folgejahren.

## Das Schiff
Der Auftrag zum Bau des Schiffes wurde am 15. Januar 1891 an den Schiffskonstrukteur Divine Burtis aus Brooklyn vergeben. Der Rumpf wurde aus Robinie, Amerikanischer Weiß-Eiche und Gelb-Kiefer gefertigt, während den Bau der Dampfmaschine W. & A. Fletcher in Hoboken übernahm. Der Stapellauf erfolgte am 18. April desselben Jahres. Das Schiff wurde nach dem Nordstaaten-General Henry Warner Slocum benannt.
Die General Slocum hatte drei Decks, das Hauptdeck mit dem Damensalon und dem Restaurant, das Promenadendeck mit der Lounge und als oberstes Deck das Hurricane-Deck. Eingesetzt wurde sie sowohl für einen planmäßigen Liniendienst zwischen New York City und Rockaway Beach im Bezirk Queens als auch für Ausflugsfahrten in und um die Stadt.
Der Schaufelraddampfer war für 3000 Passagiere zugelassen. Mit ihrer luxuriösen Ausstattung (Samtstühle, Auslegware, Gemälde) und den technischen Parametern galt die General Slocum in ihren ersten Jahren als Nonplusultra des New Yorker Ausflugsverkehrs, ehe sie von jüngeren und moderneren Schiffen deklassiert und von ihren Eignern vernachlässigt wurde. Die Slocum stand unter dem Kommando von Kapitän William van Schaick.

## Der Unfall

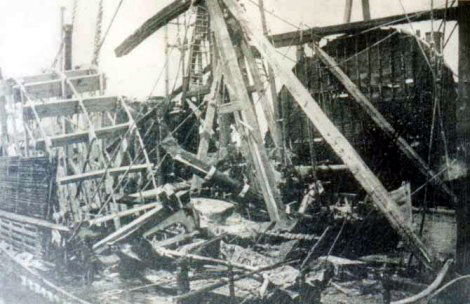
Das Wrack der General Slocum

Bei den Passagieren am Tag des Unfalls handelte es sich überwiegend um Deutschamerikaner, Ausflügler der lutherischen St. Markus-Kirche im Stadtteil Kleindeutschland auf der Lower East Side (East 6th Street). Sie wollten an jenem Tag das Ende des Sonntagsschuljahres feiern. In New Yorks „Kleindeutschland“ lebten damals etwa 80.000 deutschstämmige Immigranten. Alljährlich wurde ein Schiff gechartert, um zu einem nahegelegenen Erholungspark, dem Locust Grove am Long Island Sound, zu fahren. Am 15. Juni 1904 waren mindestens 1388 Personen an Bord der General Slocum; das Schiff war für 350 $ gebucht worden. Der 15. Juni war ein Mittwoch, ein Werktag also, an dem die meisten Ehemänner zur Arbeit gingen, was die hohe Differenz der späteren Opferzahlen an Frauen und Kindern zu Männern begründet.
Um etwa 09:30 Uhr entdeckten Matrosen Feuer in einem u. a. mit Öl, Farben und sonstigen Betriebsstoffen gefüllten Laderaum, vermutlich durch ein unachtsam fortgeworfenes Streichholz entzündet. Das Feuer breitete sich rasch aus. Die Löschversuche scheiterten – unter anderem, weil die Feuerwehrschläuche verrottet waren und unter dem Wasserdruck platzten. Die Besatzung war außerdem im Umgang damit nicht geschult.

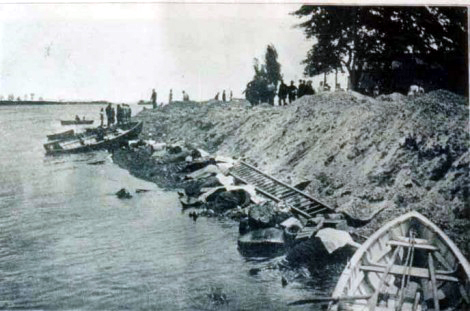
An Land gespülte Opfer

Der Kapitän wurde erst zehn Minuten nach Ausbruch des Feuers von der sich anbahnenden Katastrophe unterrichtet. Das Schiff befand sich zu diesem Zeitpunkt im Hell Gate. Dies ist die am schwierigsten zu befahrende Stelle des East River, bedingt durch gefährliche Strudel, die im Laufe der Jahrhunderte viele Schiffsunfälle verursacht haben. Daher war es dem Kapitän nicht möglich, das nahegelegene Ufer anzusteuern, und so gab er den Befehl, mit Volldampf voraus zu der etwa eine Meile entfernten Insel North Brother Island zu steuern. Die nächstgelegenen Anlegestellen am East River kamen aufgrund der dortigen Öltanklager für eine Landung nicht in Betracht. Zudem wurde das Feuer durch die erhöhte Geschwindigkeit und den herrschenden Gegenwind weiter angefacht.
Es stellte sich heraus, dass sich der Kork der Schwimmwesten aufgelöst hatte und diese dadurch unbrauchbar geworden waren. Die Rettungsboote konnten nicht zu Wasser gelassen werden, da sie mit Farbe am Schiffsrumpf festklebten. Aufgrund der Geschwindigkeit des Schiffes wäre es auch nicht möglich gewesen, sie zu wassern. Die Farbe bot dem Feuer zusätzliche Nahrung.
Als das Schiff schließlich North Brother Island mit dem Quarantäne-Krankenhaus des New Yorker Hafens erreichte, brannte es fast auf ganzer Länge. Dort sprangen viele Passagiere ins Wasser, von denen viele ertranken, weil sie größtenteils Nichtschwimmer waren. Da zu diesem Zeitpunkt reger Schiffsverkehr auf dem East River herrschte, beteiligten sich viele Boote an dem Rettungseinsatz. Offiziell wurde die Opferzahl mit 1.021 angegeben.

## Folgen

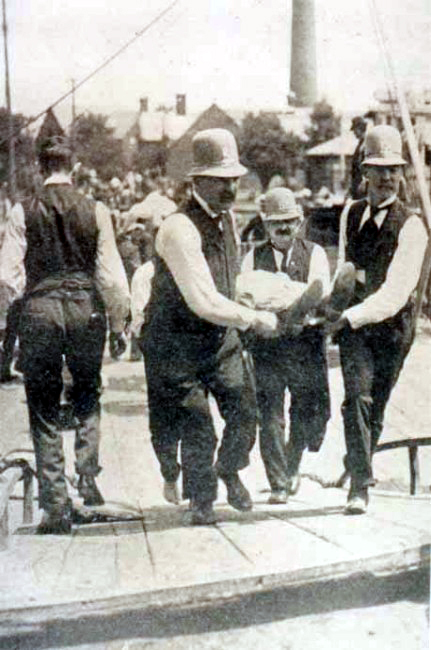
Helfer tragen die Leichen vom Unfallsort fort

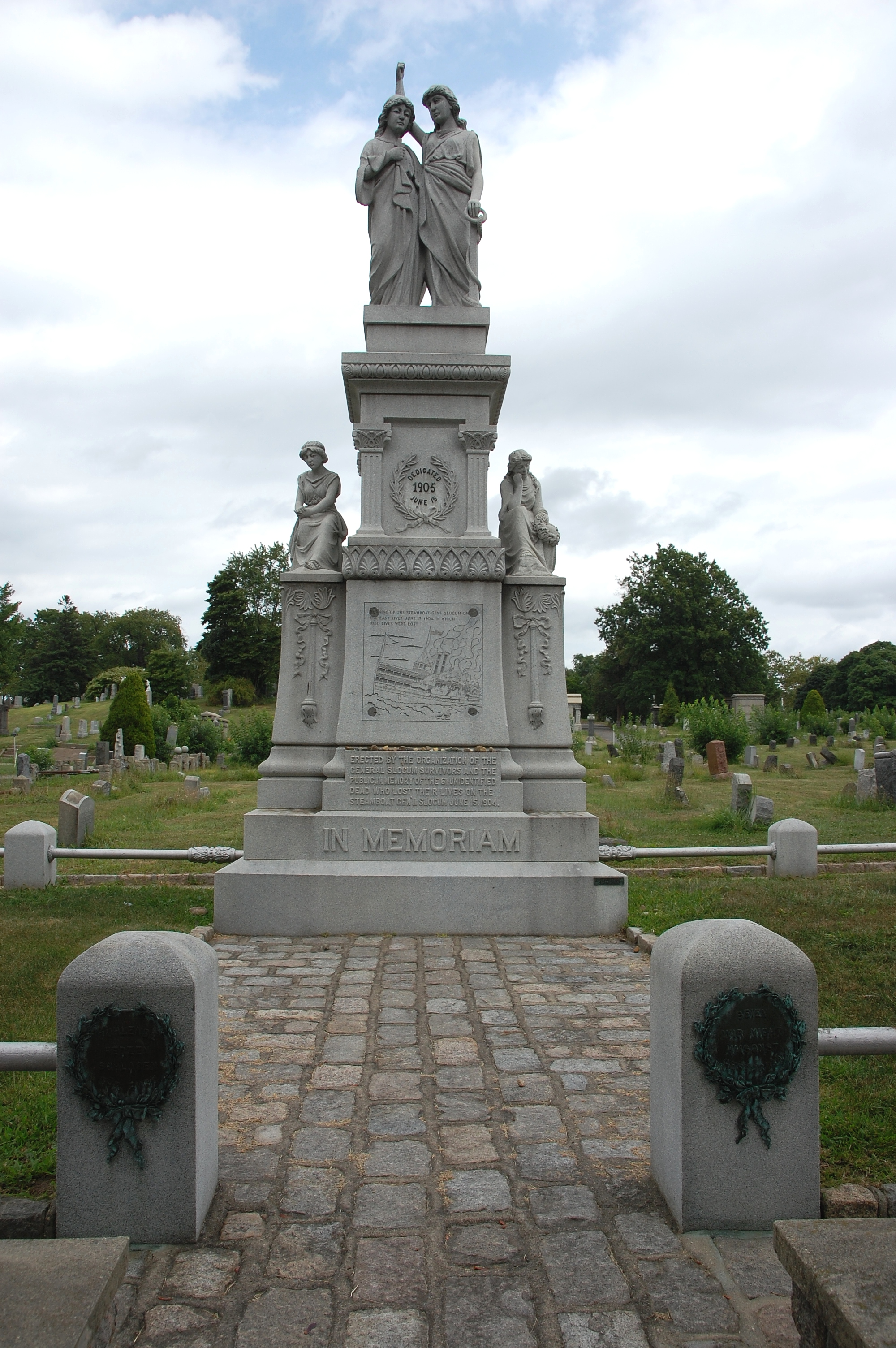
Slocum Memorial

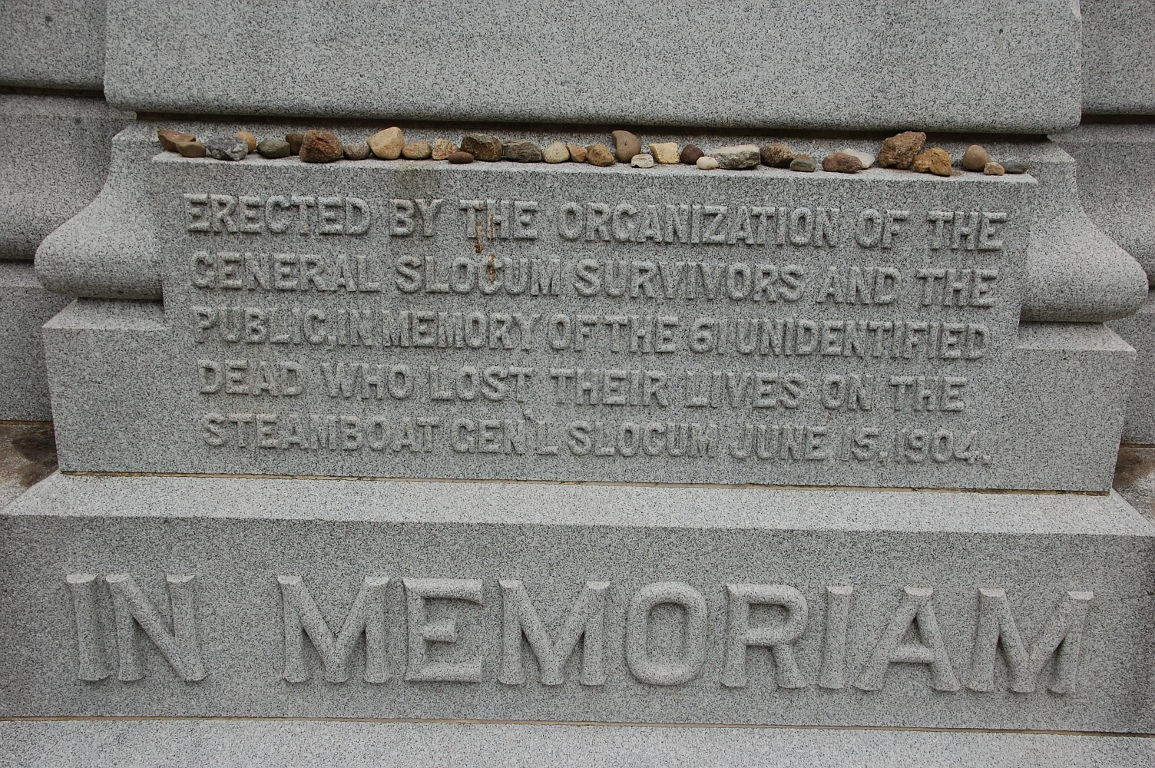
Slocum Memorial

In den folgenden Wochen wurden umfangreiche Untersuchungen über die Unfallursache angestellt. Der Kapitän des Schiffs, Captain Van Schaick, wurde neben sieben weiteren Personen aus Inspektion und der Reedereiverwaltung angeklagt und wegen Vernachlässigung der Brandbekämpfungs-Ausrüstung zu zehn Jahren Zuchthaus verurteilt. Nach fünf Jahren wurde er auf Betreiben von Präsident William H. Taft entlassen. Die übrigen Angeklagten, darunter die Manager der Reederei sowie der Prüfinspektor, der dem Schiff einen Monat vor der Katastrophe die Freigabe bescheinigt hatte, kamen ohne Strafe frei.
Die Sicherheitsbestimmungen für Dampfschiffe wurden danach deutlich verschärft. Präsident Theodore Roosevelt setzte am 23. Juni 1904 eine Kommission ein, die die Katastrophe untersuchen und Vorkehrungen empfehlen sollte, welche eine Wiederholung solch einer Tragödie verhindern sollten. Sämtliche Dampfschiffe wurden daraufhin einer genauen Inspektion unterzogen, die zuständige Behörde United States Steamboat Inspection Service (USSIS) wurde komplett neu organisiert.
Der Unfall besiegelte zudem die Auflösung und den Zerfall des deutschen Viertels in New York City, Kleindeutschland. Zwar hatte sich diese Entwicklung bereits zuvor bemerkbar gemacht (zwischen 1860 und 1900 sank die Einwohnerzahl um 80 % von 60.000 auf 12.000), doch da fast jede Familie von Todesfällen betroffen war, wollten viele der Einwohner nicht durch die Omnipräsenz der Folgen an den Unfall erinnert werden.
Die Überreste der General Slocum wurden geborgen, wieder aufgebaut und auf den Namen Maryland getauft. Dieses Schiff diente zeitweise als Kohlentender, bis es nach einem schweren Sturm am 4. Dezember 1911 sank.
Die letzte der etwa 400 Überlebenden des Brandes der General Slocum, Adella Wotherspoon, geborene Liebenow, aus Watchung in New Jersey, starb 2004 im Alter von 100 Jahren. Zum Zeitpunkt des Unfalls, bei dem auch ihre beiden Geschwister ums Leben kamen, war sie noch ein Säugling.

## Rezeption
1909 begann der Komponist Charles Ives die Tondichtung The General Slocum, die von D. G. Porter fertiggestellt wurde.
1915 drehte der Regisseur Raoul Walsh den Film Regeneration, in dem auch das Feuer auf der General Slocum vorkommt.
1922 ließ James Joyce seinen Roman Ulysses an einem einzigen Tag handeln, am 16. Juni 1904, an dem die Nachricht vom Schiffsunfall auch Irland erreichte. Joyce lässt seinen Helden Leopold Bloom angesichts der Schlagzeilen denken: „Alle diese Frauen und Kinder auf einem Ausflug verbrannt und ertrunken in New York. Holocaust.“ (All those women and children excursion beanfeast burned and drowned in New York. Holocaust.)
Im US-Film Manhattan Melodrama (1934) mit Mickey Rooney und Clark Gable bildet die Inszenierung des Brandes den Ausgangspunkt für eine Spielhandlung um Menschen, die als Kinder den Brand der General Slocum überleben und danach sehr unterschiedliche Lebenswege beschreiten.
Im Jahr 1998 drehte der deutsche Filmemacher Christian Baudissin, teils an Originalschauplätzen, die Dokumentation Die Slocum brennt!, in der auch Überlebende der Katastrophe zu Wort kommen.
Ein US-Dokumentarfilm entstand 2004 zum 100. Jahrestag des Unfalls unter dem Titel Fearful Visitation. New York’s Great Steamboat Fire of 1904.
Ebenfalls zum 100. Jahrestag entstand das Dokudrama Ship Ablaze. The Tragedy of the Steamboat General Slocum. („Schiff in Flammen. Die Tragödie des Dampfers General Slocum.“) nach dem gleichnamigen Buch von Ed O’Donnell.
Zum 120. Jahrestag erschien der Jugendroman Die Unerlöste (2024) von US-Autor J. G. Sandom erstmals in deutscher Übersetzung von Jörg Weese und mit einem Vorwort von Christian Baudissin.